# إديت سودرغران
إديت سودرغران (Edith Södergran؛ سانت بطرسبرغ، 4 أبريل 1892 - كيفنبا، 24 يونيو 1923) شاعرة فنلندية الناطقة بالسويدية . إحدى أوائل الحداثيين في الأدب باللغة السويدية والتأثيرات لها جاء من الرمزية الفرنسية والتعبيرية الألمانية و المستقبلية الروسية . في سن ال 24 أنها أصدرت أول مجموعة شعرية بعنوان "Dikter" (قصائد). منذ وفاتها في وقت مبكر فقط في 31 سنة من العمر انها لم يعش ليرى التقدير والإعجاب من شعرها وفاز في جميع أنحاء العالم. لها تأثير على الشعراء الذين جاؤوا بعد غنائية كبيرة لها ، واليوم يعتبر انها ليكون واحدا من الشخصيات البارزة في الشعر السويدي الحديث. العلامة قد تركت على لغة التصوير والإيقاع واضحة في الشعر المعاصر السويدية وكلمات الصخور ، على سبيل المثال في أعمال ماري كاندري ، غونار هاردينغ ، إيفا رونيفلت وإيفا دالغرن.

## روابط خارجية
- إديت سودرغران على موقع الموسوعة البريطانية (الإنجليزية)
- إديت سودرغران على موقع ميوزك برينز (الإنجليزية)
- إديت سودرغران على موقع ديسكوغز (الإنجليزية)